# Atletismo nos Jogos Olímpicos de Verão de 1896 - 1500 m masculino
A competição dos 1 500 metros masculino foi realizada no dia 7 de abril no Estádio Panathinaiko. 8 atletas competiram.

## Medalhistas
| Ouro   | AUS Edwin Flack      |
| Prata  | USA Arthur Blake     |
| Bronze | FRA Albin Lermusiaux |

## Resultados
| Pos. | Atleta                        | Tempo        |
| ---- | ----------------------------- | ------------ |
|      | AUS Edwin Flack               | 4:33.2       |
|      | USA Arthur Blake              | 4:33.6       |
|      | FRA Albin Lermusiaux          | 4:36.0       |
| 4    | GER Carl Galle                | 4:39.0       |
| 5    | GRE Angelos Fetsis            | Desconhecido |
| 6    | GRE Dimitrios Golemis         | Desconhecido |
| 7-8  | GRE Konstantinos Karakatsanis | Desconhecido |
| 7-8  | GRE Dimitrios Tomprof         | Desconhecido |